# 偽ニュースサイト
偽ニュースサイト（にせニュースサイト）は、偽のニュースを配信するウェブサイトである。

## 概要
偽ニュースサイトは偽ニュースを配信するサイトであり政治や社会、健康等の普通のニュースが配信するようなニュースを真実であるかのように配信する。また偽ニュースは自らを偽ニュースサイトとは明示せず騙す、またはセンセーショナルなインチキで広告収入を得ることが目的とされるもので、虚構新聞のように、偽と明示したニュースを配信しているジョークサイトとは異なる。また、デマを検証せずに拡散するサイト、偽のニュースの配信がかなり多いサイトも偽ニュースサイトといえる。

## 社会的影響
2016年、アメリカ合衆国では偽ニュースサイトのブライトバート・ニュースネットワークの記事を信じた男が、武装してピザ屋を襲撃する事件が起きた。またアメリカ大統領選挙に影響を与えたと物議をかもしたSNSサイトのフェイスブックは、偽ニュースを排除する方針を示した。アメリカ大統領選挙に絡んで、北マケドニアでは広告収入を目当てに偽ニュースサイトが数多く立てられ、中には700万円も稼いだ者もいたとされる。
また、ある偽ニュースサイトが報じた「イスラエルの前国防相が、もしパキスタンが過激派組織「イスラム国」（IS）対策でシリアに派兵した場合、『核攻撃でパキスタンを破壊する』と語った」という虚報を、パキスタンの国防大臣が信じ込み、核で報復するとツイートして騒ぎになった。